# El Bayo (Biota)
El Bayo es un poblado abandonado aragonés del municipio de Biota, en la comarca de Cinco Villas, provincia de Zaragoza.
También es conocido como Torres del Bayo o Torres de El Rastro.

## Geografía
El antiguo poblado del Rastro es actualmente un enclave del término municipal de Biota en el término de Ejea de los Caballeros desde que en los años 1960 se construyó el pantano de Yesa y el Canal de Bardenas para permitir regadío en las Bardenas de Aragón.
Está situado encima de un cortado con vistas a la frontera con Navarra, en el camino que discurre hacia Tudela y las Bardenas navarras, accesible solo que por su parte norte.

## Historia
Según Agustín Ubieto Arteta, la primera mención al pueblo es en 1158, recibida en la obra de Martín Almagro Basch El Señorío independiente de Albarracín (Revista Teruel, número 14, Teruel 1955), y aparece con los nombres de Bayo e Illo Bayo.

## Toponimia
En benasqués "Bayo" significa "amarillo", "ocre" o también "pasto no agotado". De acuerdo con Juan A. Frago Gracia significa caballo blanco-amarillento, proviniendo del latín BADIUS y se encuentra en los nombres de otros despoblados como Barranco del Bayo (Pedrola), Hoya del Bayo (Alagón) y Casas del Bayo (La Puebla de Alfindén).